# Elley Duhe
Elley Duhé (Mobile, Alabama, 14 de febrero de 1992) es una cantante y compositora estadounidense. 
Se crio en la costa del Golfo en las pequeñas ciudades de Vancleave, Misisipi y Dauphin Island, Alabama, inspirado por su padre músico y sus tíos que están en la órbita de la escena musical de New Orleans.
Después de que su padre le consiguió su primera guitarra cuando tenía 14 años, comenzó su carrera a los 15 cantando en cafeterías. Después de graduarse en conciertos pagados en bares, restaurantes y fiestas privadas, ganó suficiente publicidad como para ser contratada para actuar en actos nacionales y conectarse con compositores en Nashville, Los Ángeles y Austin, donde, después de abandonar la escuela secundaria y obtener su GED, pasó tres años perfeccionando su oficio. Ella ahora vive en Los Ángeles.
El sencillo "Millennium", su colaboración con el productor electrónico Tarro, lanzada en octubre de 2016, fue vista más de dos millones de veces en YouTube y transmitida 1.4 millones de veces en Spotify.
Después Billboard estrenó su sencillo "quehacesaqui
" en diciembre de 2016, ganó 4.5 millones de transmisiones en Spotify, mientras que el video obtuvo casi un millón de visitas en YouTube. Una remezcla de DJ dúo  Snakehips obtuvo una red adicional de 770,000 Spotify streams.
Su sencillo de seguimiento "Fly", lanzado en julio de 2017, presentó la producción de ILLA y Cool & Dre (Christina Milian, Lil Wayne).
En julio de 2018, colaboró con el productor de música ruso-alemán Zedd en el sencillo "Happy Now".
El 3 de agosto de 2018, su sencillo de colaboración con Gryffin, "Tie Me Down", fue lanzado. El 10 de agosto de 2018, lanzó el EP  Dragon Mentality .
El 27 de octubre de 2023 lanzó su álbum debut "Phoenix".

## Discografía

### EP
- Dragon Mentality (2018)[8]

### Sencillos

#### Como artista principal
| Título                         | Año  | Posiciones | Posiciones | Posiciones | Posiciones | Posiciones | Certificados | Álbum               |
| Título                         | Año  | US         | AUS        | CAN        | SWE        | UK         | Certificados | Álbum               |
| ------------------------------ | ---- | ---------- | ---------- | ---------- | ---------- | ---------- | ------------ | ------------------- |
| "Millennium" (with Tarro)      | 2016 | —          | —          | —          | —          | —          |              |                     |
| "Immortal"                     | 2016 | —          | —          | —          | —          | —          |              |                     |
| "Fly"                          | 2017 | —          | —          | —          | —          | —          |              |                     |
| "Can You Touch"                | 2017 | —          | —          | —          | —          | —          |              |                     |
| "Ain't No Feeling"             | 2018 | —          | —          | —          | —          | —          |              |                     |
| "Lost My Mind"                 | 2018 | —          | —          | —          | —          | —          |              | Dragon Mentality EP |
| "Happy Now" (with Zedd)        | 2018 | 90         | 27         | 53         | 64         | 45         |              |                     |
| "Way Down Low"                 | 2018 | —          | —          | —          | —          | —          |              | Dragon Mentality EP |
| "Tie Me Down" (with Gryffin)   | 2018 | —          | —          | —          | —          | —          |              |                     |
| "—" información no disponible. |      |            |            |            |            |            |              |                     |

#### Como artista invitada
- "Us" (2018) (Kid Ink featuring Elley Duhé)